# Puits de pétrole à Bakou. Vue de près
Pour plus de détails, voir Fiche technique et Distribution.
Puits de pétrole à Bakou. Vue de près, est un film documentaire russe [réf. nécessaire] muet réalisé par Alexandre Michon en 1897 et produit par la Société Lumière. 

## Description
Puits de pétrole en feu. La scène se passe dans le champ pétrolier de Bibi-Heybat à Bakou (aujourd'hui capitale de l'Azerbaïdjan, anciennement dans l'Empire russe), sur le plateau de Balakhani-Sabountchi. 

## Remarque
On distingue, en bas du film, une personne qui traverse du centre à la gauche de l'image, ce qui peut donner une idée de l'échelle. Environ 500 puits comme ceux-là étaient exploités par la société Branobel. À l'époque, au moins la moitié du pétrole mondial était importé de Bakou,. 

## Fiche technique
- Titre : Puits de pétrole à Bakou. Vue de près
- Titre original : Balaxanida neft fontani
- Titre en anglais : The Oil Gush in Balakhany
- Titre en russe : Нефтяной фонтан на промысле Балаханы
- Titre en japonais : バラハヌの石油噴出
- Réalisation : Alexandre Michon
- Production : Société Lumière
- Lieu de tournage : Bakou
- Pays d'origine :  Empire russe
- Vue no  : 1 035[b]
- Genre : Documentaire
- Format : Court métrage - Muet - Noir et blanc
- Durée : 50 s
- Année de production : 1897
- Dates de sortie :
  -  Empire russe : 6 août 1898